# Nagyveleg
Nagyveleg is een plaats (község) en gemeente in het Hongaarse comitaat Fejér. Nagyveleg telt 720 inwoners (2001).